# نظريات مراحل النمو
في علم النفس، نظريات مراحل النمو هي نظريات تقسم التطور النفسي إلى مراحل متميزة تتميز باختلافات نوعية في السلوك.
هناك عدة وجهات نظر مختلفة حول النمو النفسي والجسدي وكيفية تقدمهما طوال فترة الحياة. تشمل النظريتان التنمويتان النفسيتان الرئيسيتان التطور المستمر والمتقطع. بالإضافة إلى الفروق الفردية في النمو، يتفق علماء النفس التنموي بشكل عام على أن النمو يحدث بطريقة منظمة وفي مناطق مختلفة في وقت واحد.